# The Singles Collection (альбом Дэвида Боуи)
The Singles Collection — сборник песен Дэвида Боуи, был издан в Великобритании и в США (с небольшими изменениями в трек-листе, и под другим названием — The Singles 1969 to 1993) в 1993 году. На территории Австралии компиляция была выпущена в виде двух отдельных альбомов — Singles Collection 1 (с обложкой, идентичной британской версии) и Singles Collection 2 (с такой же обложкой, но зелёного цвета).
Несмотря на название сборника, некоторые треки никогда не издавались в качестве синглов.

## Список композиций
Все песни написаны Дэвидом Боуи, за исключением отмеченных.

### Британская версия
Первый диск:
1. «Space Oddity» — 5:15 (из альбома David Bowie, 1969)
2. «Changes» — 3:35 (из альбома Hunky Dory, 1971)
3. «Starman» — 4:18 (из альбома The Rise and Fall of Ziggy Stardust and the Spiders from Mars, 1972)
4. «Ziggy Stardust» — 3:14 (из альбома Ziggy Stardust)
5. «Suffragette City» — 3:26 (из альбома Ziggy Stardust)
6. «John, I’m Only Dancing» — 2:47 (неальбомный сингл, был издан в 1972 году)
7. «The Jean Genie» — 4:07 (из альбома Aladdin Sane, 1973)
8. «Drive-In Saturday» — 4:30 (из альбома Aladdin Sane)
9. «Life on Mars?» — 3:51 (из альбома Hunky Dory; была выпущена в качестве сингла в 1973 году)
10. «Sorrow» (Боб Фелдман, Джерри Голдстейн[англ.], Ричард Готтерер[англ.]) — 2:54 (из альбома Pin Ups, 1973)
11. «Rebel Rebel» — 4:30 (из альбома Diamond Dogs, 1974)
12. «Rock ’n’ Roll Suicide» — 2:58 (из альбома Ziggy Stardust; была выпущена в качестве сингла в 1974 году)
13. «Diamond Dogs» — 6:04 (из альбома Diamond Dogs)
14. «Knock on Wood» (Live) (Эдди Флойд, Стив Кроппер) — 3:03 (из альбома David Live, 1974)
15. «Young Americans» — 5:11 (из альбома Young Americans, 1975)
16. «Fame» (Боуи, Карлос Аломар, Джон Леннон) — 4:14 (из альбома Young Americans)
17. «Golden Years» — 4:00 (из альбома Station to Station, была выпущена в 1975 году
18. «TVC 15» — 5:31 (из альбомаStation to Station)
19. «Sound and Vision» — 3:02 (из альбома Low, 1977)

Второй диск:
1. «„Heroes“» (single edit) (Боуи, Брайан Ино) — 3:37 (из альбома «Heroes», 1977)
2. «Beauty and the Beast» (Боуи, Ино) — 3:33 (из альбома «Heroes»)
3. «Boys Keep Swinging» (Боуи, Ино) — 3:17 (из альбома Lodger, 1979)
4. «DJ» (Боуи, Ино, Аломар) — 4:00 (из альбомаLodger)
5. «Alabama Song» (Бертольт Брехт, Курт Вайль) — 3:51 (неальбомный сингл, был издан в 1980 году)
6. «Ashes to Ashes» — 4:24 (из альбома Scary Monsters (and Super Creeps), 1980)
7. «Fashion» — 4:47 (из альбома Scary Monsters)
8. «Scary Monsters (and Super Creeps)» — 5:11 (из альбома Scary Monsters)
9. «Under Pressure» (Боуи, Фредди Меркюри, Брайан Мэй, Джон Дикон, Роджер Тейлор) (с группой Queen; edited version) — 3:57 (был издан в качестве сингла в 1981 году, также был выпущен на альбоме группы Queen Hot Space в том же году)
10. «Wild Is the Wind» (Дмитрий Тёмкин, Нед Вашингтон) — 6:01 (из альбома Station to Station; был выпущен в качестве сингла на сборнике Changestwobowie)
11. «Let’s Dance» (single edit) — 4:07 (из альбома Let’s Dance, 1983)
12. «China Girl» (Боуи, Игги Поп) (single edit) — 4:16 (из альбома Let’s Dance)
13. «Modern Love» (single edit) — 3:56 (из альбома Let’s Dance)
14. «Blue Jean» — 3:11 (из альбома Tonight, 1984)
15. «This Is Not America» (Боуи, Пат Метени, Лайл Мэйс) (с группой Pat Metheny Group) — 3:47 (из саундтрека к фильму The Falcon and the Snowman, 1985)
16. «Dancing in the Street» (Марвин Гэй, Уильям «Мики» Стивенсон[англ.], Хантер, Айви Джо[англ.]) (с Миком Джаггером) — 3:10 (был издан в качестве сингла в 1985 году)
17. «Absolute Beginners» (single edit) — 5:37 (из саундтрека к фильму Absolute Beginners, 1986)
18. «Day-In Day-Out» — 4:11 (из альбома Never Let Me Down, 1987)

### Американская версия
Первый диск:
1. «Space Oddity» (edit) — 3:35
2. «Changes» — 3:36
3. «Oh! You Pretty Things» — 3:15 (из альбома Hunky Dory)
4. «Life on Mars?» — 3:52
5. «Ziggy Stardust» — 3:16
6. «Starman» — 4:16
7. «John, I’m Only Dancing» — 2:49
8. «Suffragette City» — 3:29
9. «The Jean Genie» — 4:09
10. «Sorrow» — 2:56
11. «Drive-In Saturday» — 4:30
12. «Diamond Dogs» — 6:07
13. «Rebel Rebel» — 4:31
14. «Young Americans» — 5:13
15. «Fame» — 4:18
16. «Golden Years» — 4:01
17. «TVC 15» (edit)- 3:46
18. «Be My Wife» — 2:58 (from Low)
19. «Sound and Vision» — 3:06
20. «Beauty and the Beast» — 3:34

- Композиции «Space Oddity» и «TVC 15» отличаются от оригинальных сингловых версий, новые миксы были сделаны специально для этого сборника.

Второй диск:
1. «„Heroes“» (single edit) — 3:39
2. «Boys Keep Swinging» — 3:20
3. «DJ» (single edit) — 3:24
4. «Look Back in Anger» — 3:09 (from Lodger)
5. «Ashes to Ashes» (single edit) — 3:37
6. «Fashion» (single edit) — 3:26
7. «Scary Monsters (and Super Creeps)» — 5:12
8. «Under Pressure» (с группой Queen) — 4:05
9. «Cat People (Putting Out Fire)» (Боуи, Джорджио Мородер) — 6:46 (из саундтрека к фильму Cat People, 1982; позже была перезаписана для альбома Let’s Dance)
10. «Let’s Dance» (edit) — 4:10
11. «China Girl» (edit) — 4:18
12. «Modern Love» (edit) — 3:59
13. «Blue Jean» — 3:12
14. «Loving the Alien» (single remix) — 4:42 (из альбома Tonight; была выпущена в качестве сингла в 1985 году)
15. «Dancing in the Street» (с Миком Джаггером) — 3:17
16. «Absolute Beginners» (single edit) — 5:39
17. «Day-In Day-Out» (single edit) — 4:17
18. «Never Let Me Down» — 4:07 (из альбома Never Let Me Down)
19. «Jump They Say» (radio edit) — 3:55 (из альбома Black Tie White Noise, 1993)

- Композиции «Let’s Dance», «China Girl» и «Modern Love» отличаются от оригинальных сингловых версий, новые миксы были сделаны специально для этого сборника.

## Хит-парады
| Чарт                     | Высшая позиция |
| ------------------------ | -------------- |
| Australia Album Charts   | 49             |
| Austria Album Charts     | 37             |
| Belgium Album Charts     | 13             |
| Holland Album Charts     | 5              |
| New Zealand Album Charts | 4              |
| Sweden Album Charts      | 38             |